# Danny Strong
Danny Strong (6 de junio de 1974) es un actor estadounidense de cine y televisión. En el ámbito de la televisión también ha tenido algunos éxitos recientes como escritor.

## Carrera
Strong es conocido por interpretar a Jonathan Levinson en la serie televisiva Buffy la cazavampiros y a Doyle McMasters, novio de Paris Geller en Las chicas Gilmore, pero también ha aparecido en filmes como Pleasantville, Mentes peligrosas, en la parodia Shriek If You Know What I Did Last Friday The Thirteenth y más recientemente en Sydney White. También ha sido invitado en comedias de situación como Seinfeld y 3rd Rock from the Sun.
En febrero de 2012 fue elegido como guionista de la película El símbolo perdido, una adaptación de la novela homónima de Dan Brown que finalmente no llegó a hacerse realidad.
Además interpretó a Danny Siegel en la serie Mad Men.